# Angolasaurus

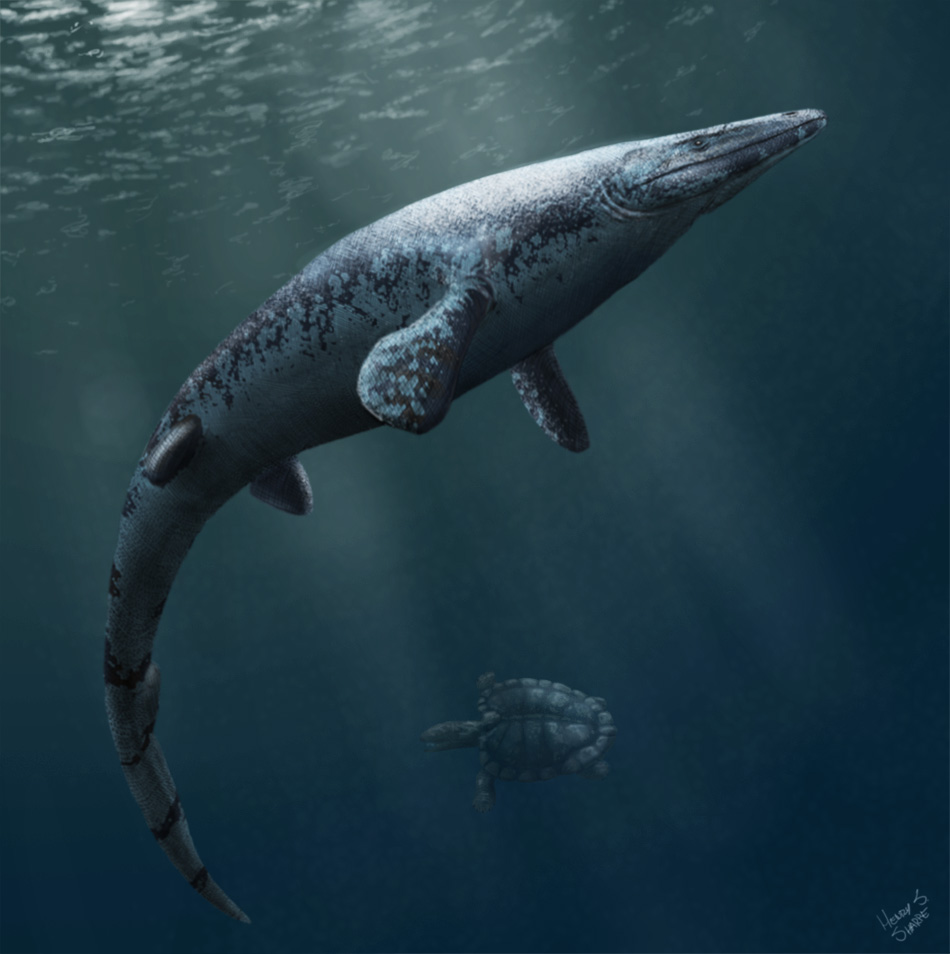
Реконструкція

Angolasaurus — вимерлий рід мозазаврів. Певні залишки цього роду були виявлені в туроні та коніаці Анголи, і, можливо, коніаці США, туроні Бразилії та маастрихті Нігеру. Хоча в певний момент вважався видом Platecarpus, останні філогенетичні аналізи помістили його між Ectenosaurus і Selmasaurus, зберігаючи базальне положення в plioplatecarpinae. Його широке географічне поширення робить його одним із єдиних туронських мозазаврів із трансатлантичним ареалом.
Анголазавр був невеликим мозазавром, довжина черепа якого оцінювалася в 40 сантиметрів, припускаючи можливу загальну довжину близько 4 метрів на основі співвідношення, наданого Расселом (1967). Особина такого розміру важила б 200 кг. План тіла був схожий зі своїм родичем Platecarpus, але череп був трохи довшим порівняно з довжиною тіла. У його черепі було 11 верхньощелепних зубів, 4 передщелепні зуби та 12 зубних зубів та кілеві луски для гідродинамічної ефективності.